# Sayaka Murata
Sayaka Murata (en japonés,  村田 沙耶香, Murata Sayaka) (Inzai, prefectura de Chiba, 14 de agosto de 1979) es una escritora japonesa. Ganó los premios Gunzo para Nuevos Escritores, el Premio Mishima Yukio, el Noma Literary New Face y el Premio Akutagawa por La dependienta (2018).

## Biografía
Sayaka Murata es hija de un juez y de un ama de casa y fue lectora compulsiva desde niña, cuando leía novelas de misterio y ciencia ficción tomadas de su hermano y de su madre. Su madre le compró un procesador de textos,  al ver que intentó escribir una novela a mano en cuarto grado de primaria. Cuando completó la escuela secundaria en Inzai (Chiba), su familia se mudó a Tokio, donde se graduó en la Kashiwa High School, adjunta a la Universidad de Nishogakusha, y asistió a la Universidad de Tamagawa, donde siguió cursos privados de escritura con el novelista Akio Miyahara. Leyó a los grandes de la narrativa japonesa, como Rieko Matsuura, Abe Kobo, Shin'ichi Hoshi y Yukio Mishima, pero también a Albert Camus. A lo largo de su carrera como escritora, Murata ha trabajado a tiempo parcial durante casi dieciocho años como empleada de un supermercado de Tokio. En la actualidad, trabaja en el comedor de su editorial Tokiota, porque descubrió que necesita esa misma normalidad de la rutina cuadriculada para seguir escribiendo.
Su primera novela, Jyunyū / Lactancia materna, ganó el Premio Gunzo 2003 para nuevos escritores. En el 2013, ganó el Premio Mishima Yukio. En el 2016, su décima novela ganó el prestigioso Premio Akutagawa, y fue nombrada una de las Mujeres del Año de Vogue Japón. Konbini ningen (La dependienta) vendió más de 600,000 copias en Japón, y en el 2018 se convirtió en su primer libro en ser traducido al inglés, bajo el título Convenience Store Woman y al español con el título de La dependienta, directamente del japonés por Marina Bornas; se va a traducir a otras 29 lenguas.[cita requerida]
Su escritura explora las diferentes consecuencias de la no conformidad y la represión en la sociedad japonesa para hombres y mujeres, particularmente con respecto a los roles de género, de la maternidad y del sexo. Muchos de los temas y las historias de fondo de sus escritos provienen de sus observaciones diarias como trabajadora a tiempo parcial en una tienda. La aceptación social de la falta de sexo en varias formas, incluida la asexualidad, el celibato involuntario y el celibato voluntario, especialmente dentro del matrimonio, se repite como tema en varias de sus obras, como las novelas Shōmetsu sekai y Konbini ningen y el cuento "Un matrimonio limpio". Murata también es conocida por sus representaciones francas de la sexualidad adolescente en trabajos como Gin iro no uta y Shiro-iro no machi no, sono hone no taion no.

## Ediciones de sus obras
- La dependienta, 2018.
- La dependienta, Duomo Ediciones, Barcelona, 2020.